# Carmen Miró
Carmen Atala Miró Gandásegui (Ciudad de Panamá, 19 de abril de 1919-Ciudad de Panamá, 18 de septiembre de 2022) fue una demógrafa, socióloga y estadística panameña. Era considerada una pionera en los estudios demográficos de Panamá y una experta de alto nivel en estudios de población en América Latina.

## Biografía
Fue hija del poeta Ricardo Miró. Llegó a estudiar negocios en la Universidad de Panamá, siendo de la primera generación de egresados, fue becada por el Instituto Internacional en donde realizó en Saint Catherine College, Minnesota, Estados Unidos, obteniendo el título de Bachelor of Arts con un Mayor en Sociología  y un minor en Estadística y posteriormente obtuvo un grado en la Escuela de Economía de Londres.
Entre 1946 y 1956 fue la jefa del Departamento de Estadística y Censos, y fue la encargada de organizar los censos nacionales de población y vivienda de 1950. Paralelamente se unió al Frente Patriótico, de tendencia de izquierda. También fue profesora de estadística en la Universidad de Panamá.
Desde 1957 hasta 1973 se convirtió en la primera directora del Centro Latinoamericano y Caribeño de Demografía (CELADE) de las Naciones Unidas, actual División de Población de la Comisión Económica para América Latina y el Caribe (Cepal). Después de cuatro años en El Colegio de México volvió a Panamá y se afilió al Centro de Estudios Latinoamericanos (CELA) "Justo Arosemena".
Trabajó como consultora del Fondo de Población de las Naciones Unidas dedicándose a la investigación y a la publicación de sus resultados.
En 1984 participó en las elecciones generales, siendo compañera de fórmula vicepresidencial de José Renán Esquivel, del trotskista Partido Revolucionario de los Trabajadores y fue la primera mujer candidata a la rectoría de la Universidad de Panamá, sin resultar ganadora en ambos casos.
Fue la primera directora del Instituto de Estudios Nacionales de la Universidad de Panamá, además integró el consejo editorial de la revista Tareas y de revistas internacionales.

## Reconocimientos
En 1953 fue elegida como miembro de la American Statistical Association por "sus numerosas contribuciones a la gran eficiencia de los censos recientes en el continente americano" y por crear "un sistema estadístico comprensivo y útil para su país".
En 1987 obtuvo doctorados honorarios de la Universidad de La Habana, de la Universidad Nacional de Córdoba y de la Facultad Latinoamericana de Ciencias Sociales. En 1984 ganó el Premio de Población de las Naciones Unidas. En 2016 ganó el Premio Daniel Cosío Villegas del Colegio de México y la Fundación Colmex.
En 1996 la Universidad de Panamá le otorgó el premio Universidad Ciencia y Tecnología y en el año 2019 le concedió el doctorado honoris causa.[cita requerida]